# ماركو زوريتش
ماركو زوريتش هو لاعب كرة قدم صربي في مركز الدفاع، ولد في 10 يوليو 1980 في زرنجانین في صربيا. لعب مع غنتشلربيرليغي ونادي بارتيزان ونادي تيانجين تيدا ونادي شنجن.

## وصلات خارجية
- ماركو زوريتش على موقع اتحاد تركيا (لاعب) (الإنجليزية)
- ماركو زوريتش على موقع قاعدة بيانات كرة القدم.إي يو (الإنجليزية)